# Beločeli deževnik
Beločeli deževnik (znanstveno ime Anarhynchus alexandrinus) je ptica slanišč; ob obalah Atlantskega oceana in Sredozemlja se pojavlja na peščinah, blatnih poljih in v solinah, v Panonski nižini, ter tudi v slanih stepah.
V Evropi je bilo opaženih približno 20.000 gnezd beločelega deževnika. Velika večina beločelih deževnikov gnezdi na obalah Španije, Francije in Rusije. Svoje gnezdo si naredi tako, da s pomočjo kljuna izdolbe majhno kotanjico v blatu, katero obda s školjčnimi lupinami in majhnimi kamenčki ter algami.
V gnezdo samica znese do štiri sivo – rjava lisasta jajca. Varovalno barvo imajo tudi mladiči beločelega deževnika, ki jim rečemo »begavci«.

## Taksonomija
Beločelega deževnika je leta 1758 prvi znanstveno opisal švedski naravoslovec Carl Linnaeus v deseti izdaji svojega dela Systema Naturae z dvočlenskim imenom Charadrius alexandrinus. Linnaeus je svojo opis utemeljil na opisu ptice iz Egipta, ki ga je leta 1757 objavil švedski naravoslovec Fredrik Hasselqvist. Leta 1801 je ornitolog John Latham za vrsto sestavil novo dvočlensko ime Charadrius cantianus (sedaj mlajši sinonim) in uvedel angleško ime "Kentish plover" saj so njegove primerke ustrelili v bližini mesta Sandwich v Kentu. Molekularna filogenetska študija, objavljena leta 2022, je pokazala, da je bil rod Charadrius parafiletski. Rod so zato razdelili in klad, ki je vključeval beločelega deževnika, je bil premaknjen v rod Anarhynchus, ki je prej vseboval le krivokljunega deževnika.
Severnoameriški snowy plover je bil prej obravnavan kot podvrsta beločelega deževnika. Vendar pa je študija, objavljena leta 2009, pokazala, da se med seboj dovolj razlikujeta, da se jih obravnava kot ločeni vrsti. Leta 2023 je bilo predlagano, da se podvrsta seebohmi iz južne Indije in Šrilanke povzdigne v samostojno vrsto.
Priznane so tri podvrste:
- A. a. alexandrinus (Linnaeus, 1758) – obala zahodne Evrope, Makaronezija (zahodno od severozahodne Afrike), severna Afrika, občasno do Senegala; v notranjost skozi osrednjo Azijo do severozahoda, osrednja severna Indijska podcelina, sever, osrednja Mongolija in severna Kitajska
- A. a. nihonensis (Deignan, 1941) – Sahalin in Kurilsko otočje (jugovzhodna Rusija), Hokaido do otočja Rjukju, Korejski polotok, severovzhod, vzhodna Kitajska in Tajvan
- A. a. seebohmi (Hartert, EJO & Jackson, AC, 1915) – južna Indija in Šrilanka

## Beločeli deževnik v Sloveniji
Na obali se pojavlja v spomladanskem in jesenskem času. Včasih se tudi v času selitve pojavlja v severovzhodnem delu Slovenije.
V Sloveniji pa so bila opažena samo tri gnezdišča beločelega deževnika (izliv Rižane, Ankaranu, Škocjanskem zatoku in Sečoveljskih solinah). V Škocjanskem zatoku je zaradi pomanjkanja primernih gnezdilnih habitatov beločeli deževnik zelo ogrožena vrsta. Gnezdi samo na slanih in muljastih tleh Škocjanskega zatoka. Povečanje gnezditvene populacije bi bilo mogoče samo z ureditvijo novih slanih in muljastih tal.